# ОНАКО
Оренбургская нефтяная акционерная компания (ОНАКО) — российская нефтяная компания, существовавшая в 1994—2005 годах (с 2000 — в составе ТНК)

## История
ОНАКО была образована постановлением Правительства от 19 июня 1994 года путём выделения из государственной «Роснефти» нефтяных активов в Оренбургской области: «Оренбургнефти», Орского НПЗ, Оренбургского нефтемаслозавода и «Оренбургнефтепродукта».
Компания долго оставалась государственной — на аукционе в 1995 году были проданы только 15 % её акций. Участие государства в управлении компанией было минимальным, её директор Рэм Храмов имел большую свободу действий. В 1996 году премьер-министр Виктор Черномырдин (склонный к «землячеству» уроженец Оренбуржья) подписал постановление № 1321 "О проведении экономического эксперимента по стабилизации финансового состояния акционерного общества «Оренбургнефть», которое предполагало предоставление предприятию налоговых льгот (до 20 % от суммы платежей) на срок четыре года. Нежелание Правительства приватизировать ОНАКО также связывали с личностью Виктора Черномырдина.
После отставки Черномырдина новый премьер Евгений Примаков предлагал вернуть ОНАКО в состав «Роснефти», однако эти идеи не были реализованы. В 2000 году контрольный пакет акций компании был куплен ТНК за 1,08 млрд долларов, однако 40 % акций «Оренбургнефти» к этому времени оказались у «Сибнефти» и были выкуплены ТНК значительно позже.
В 2005 году ОНАКО как юридическое лицо внутри ТНК-ВР было ликвидировано.

## Деятельность
В 1999 году (накануне продажи) компания добыла около 8 млн тонн нефти и более 1,5 млрд кубометров газа, переработала 4 млн тонн нефти.

## Руководители
- 1994—1999 — Рэм Храмов
- 1999—2001 — Азат Шамсауров
- 2001—2002 — Виталий Ткачев
- 2002—2005 — Михаил Осипов